# Doma vaquera

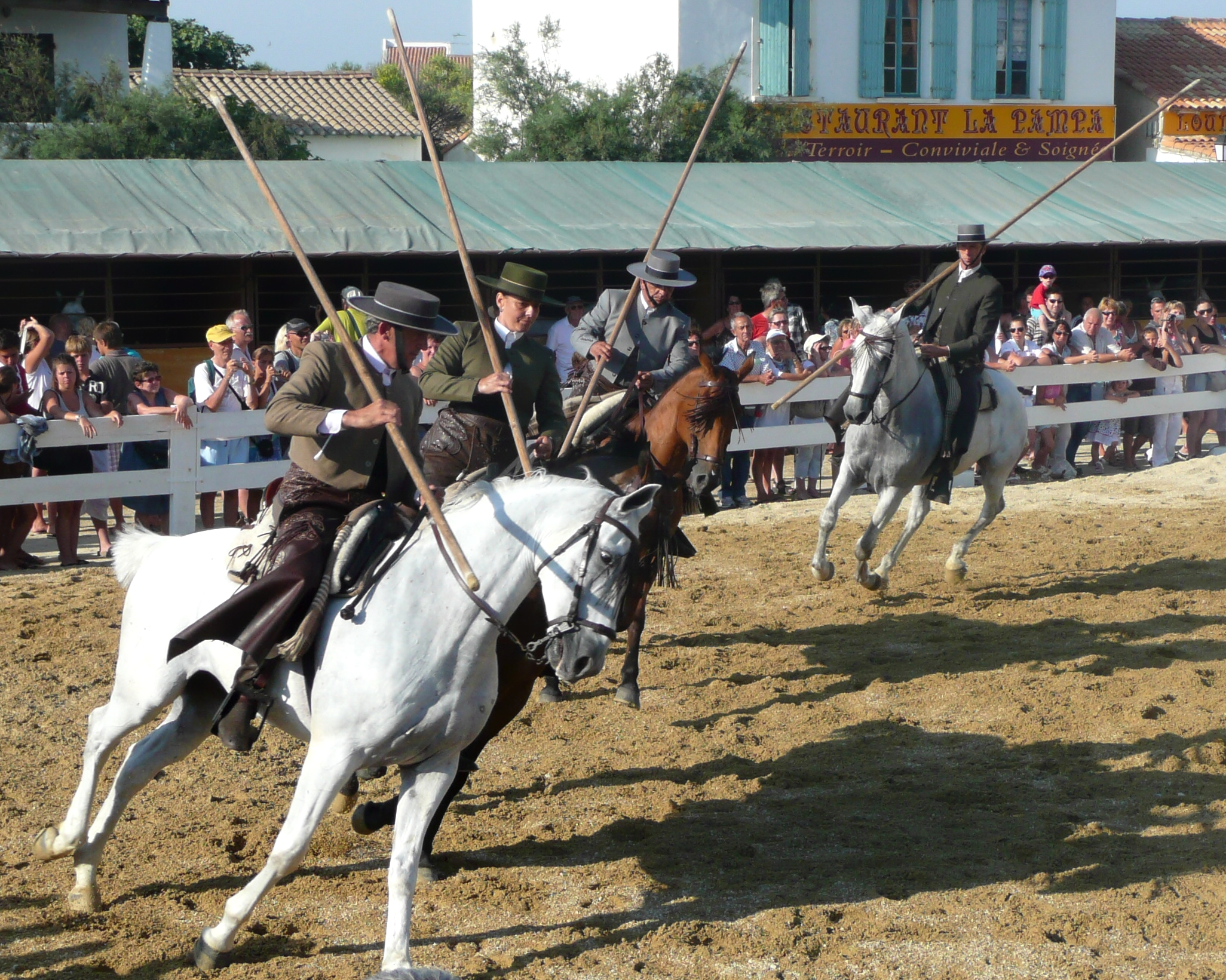
Doma vaquera con garrocha.

La doma vaquera (también conocida por el anglicismo reining) es un deporte ecuestre que consiste en que el jinete y caballo deben lograr realizar una serie de maniobras en las que se demuestra la habilidad del caballo. Estas maniobras además de realizarlas en un buen estado, el jinete debe preocuparse de la velocidad, ya que es un requisito en todas las maniobras. Las maniobras están determinadas en un patrón, el caballo debe estar siempre atento y dispuesto para realizar las actividades que el jinete le indique, la habilidad y rapidez del caballo harán ver más espectacular las maniobras.
La doma vaquera es una de las disciplinas de monta western. Este deporte ecuestre está reconocido como tal por la Federación Ecuestre Internacional, se practica en más de 40 países y se incluyó como la séptima disciplina de los Juegos Ecuestres Mundiales. Es, en 2009, la última disciplina ecuestre en ser reconocida como tal por dicha federación.

## Las maniobras
- Círculos: El jinete debe hacer círculos grandes y pequeños al galope. Se debe de poder notar la diferencia entre la rapidez y la impulsión del caballo. No se debe de notar ningún tipo de movimiento o esfuerzo por parte del jinete; todo debe ser suave, y durante la transición del galope medio al recogido no se debe de notar ningún cambio en el jinete, y el comando que este transmita al caballo deberá de ser el mínimo.

- Cambio de mano: Cuando se cambió de sentido al galope, el caballo deberá de cambiar de mano sin ninguna alteración en el ritmo. Este cambio debe ser ejecutado en un lugar concreto de la pista. La pista no está dividida con letras, pero tiene cuatro postes en las esquinas y dos en el centro.

- Paso atrás: Con el mínimo contacto de las riendas, el caballo deberá retroceder por lo menos 3m y en línea recta a mucha velocidad.

- Media Vuelta: El caballo, que se encuentra al galope, hará una parada en seco. Pivotando sobre sus patas traseras, hará un ángulo de 180° y de esta manera cambiará de dirección, y deberá salir inmediatamente al galope.
- Piruetas:  El caballo ejecutará una serie de giros de 360° manteniendo la pata trasera interior en la misma posición, mientras que las delanteras y la trasera exterior proporcionan suficiente impulsión para hacer el giro a mucha velocidad dentro del aire de galope.
- Paradas: El caballo deberá parar en seco, metiendo sus patas traseras bajo su cuerpo, desde el galope. De esta manera, las patas traseras resbalarán mientras que las delanteras deberán seguir avanzando. De esta manera se consigue stops de hasta 10m de longitud.